# Pleurothallis cultellifolis
Pleurothallis cultellifolis är en orkidéart som beskrevs av João Barbosa Rodrigues. Pleurothallis cultellifolis ingår i släktet Pleurothallis och familjen orkidéer. Inga underarter finns listade i Catalogue of Life.